# Peter Todd

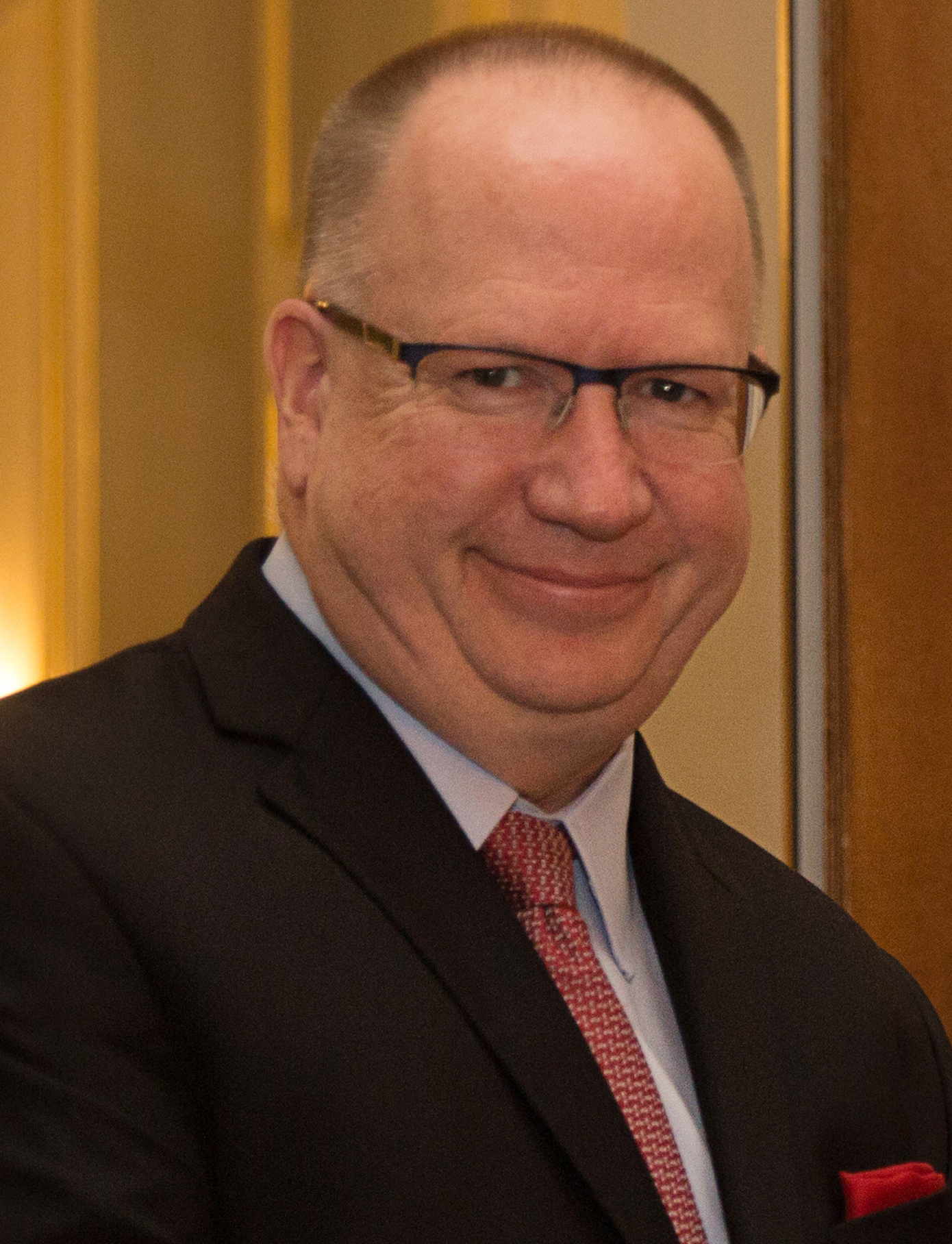
Peter Todd

Peter Todd (geboren 1962 in Burnaby) ist ein kanadischer Akademiker. Von 2015 bis 2020 war er Direktor der HEC Paris.

## Biografie
Peter Todd studierte an der McGill University (BA, Jahrgang 1983) und der University of British Columbia (Ph.D.).
Peter Todd lehrte zunächst an der Business School der Queen’s University (Ontario) und am Bauer College of Business der University of Houston (Texas). Im Jahr 2001 wechselte er als stellvertretender Dekan an die McIntire School of Business der University of Virginia, wo er für Graduiertenprogramme verantwortlich war und anschließend leitender stellvertretender Dekan der Business School war. Im Jahr 2005 wurde er zum Dekan des College of Business ernannt und war bis 2014 an der Desautels Faculty of Management der McGill University. Im Jahr 2012 erhielt er den David Johnson Award der McGill University Alumni Association für seine vorbildliche Arbeit beim Fundraising.
Am 1. September 2015 wurde er offiziell Direktor der HEC Paris. Er wollte diese Schule zu einer der zehn besten Business Schools der Welt machen.
Am 5. Oktober 2020 gab er aus gesundheitlichen Gründen seinen Abschied von der HEC Paris bekannt.